# Jean-Baptiste Rambaud de Simiane
Jean-Baptiste Raimbaud de Simiane  (né le 20 novembre 1520 et mort à Gordes le 23 septembre 1584)  est un ecclésiastique qui fut évêque de Vence de 1555 à 1560 puis évêque d'Apt de 1560 à 1571.

## Biographie
Jean-Baptiste Rambaud est issu de la famille de Simiane. Il est le 3e des fils de Bertrand Rambaud V de Simiane, baron de Caseneuve et de Gordes, et de Perrote ou Pierrette de Pontevès, fille de Jean et de Sibylle de Castellane, et le frère cadet de Bertrand-Rambaud VI de Simiane, lieutenant général du Dauphiné. Destiné à l'Église, il fait ses études aux universités de Toulouse, d'Avignon et à l'université de Padoue où il obtient un doctorat en droit le 14 juillet 1545. Il est nommé évêque de Vence en 1555 confirmé par bulle pontificale du 28 septembre 1556.
Jean-Baptiste Raimbaud est transféré le 7 février 1560 dans le diocèse d'Apt dans lequel se trouvent les domaines de sa famille. Il est pourvu le 23 novembre suivant en commende de l'abbaye Saint-Sernin de Toulouse. Dans sa cité épiscopale après la Paix d'Amboise, l'influence de la réforme protestante se renforce. En 1567 Claude d'Albertas le Premier Consul, l'adopte. L'évêque y adhère ouvertement à son tour en 1569. En 1571 il apostasie avec son vicaire général d'Albertas et l'abbesse de l'abbaye Sainte-Croix d'Apt ce qui provoque un énorme scandale. L'ancien prélat se retire à Genève où il épouse une jeune religieuse qu'il avait rejointe. Il réside quelque temps dans la cité puis revient dans ses baronnies du Dauphiné sous le nom de « Monsieur de Saint-Sernin » faisant référence à son ancien titre d'abbé. En 1578 il légitime sa fille Catherine alors âgée de 18 ans. Il meurt au château de Gordes le 23 septembre 1584.